# Haworthia bronkhorstii
Haworthia bronkhorstii är en grästrädsväxtart som beskrevs av M. Hayashi. Haworthia bronkhorstii ingår i släktet Haworthia och familjen grästrädsväxter. Inga underarter finns listade i Catalogue of Life.